# Leopold von Hauer

Leopold Freiherr von Hauer als General

Leopold Freiherr von Hauer (* 26. Jänner 1854 in Budapest, Ungarn; † 3. Mai 1933 in Budapest) war Generaloberst der österreichisch-ungarischen k.u.k. Armee.

## Familie
Sein Vater Stephan war Sektionschef im Innenministerium und heiratete Antonia Gräfin Welsersheimb. Die Familie, die auch Niederlassungen in Österreich und Bayern besaß, stieg 1792 in den bayerischen Adelsrang eines Freiherrn auf, gefolgt vom österreichischen 1793. Sein Großvater Joseph gelangte aufgrund seiner militärischen Laufbahn in den ungarischen Adelsstand. Einige seiner Vorfahren zeichneten sich in der Zweiten Wiener Türkenbelagerung und im Spanischen Erbfolgekrieg aus.

## Leben

### Ausbildung und Karriere vor dem Krieg
Leopold folgte der militärischen Tradition seiner Familie und trat im Alter von zehn Jahren in die Kadettenschule in Marburg ein. Nachdem er die Theresianische Militärakademie mit „exzellentem Erfolg“ abgeschlossen hatte, wurde er am 30. August 1872 als Leutnant zum Husarenregiment Nr. 11 transferiert. In den Jahren 1874/1875 besuchte er die Brigade-Offiziersschule, wonach er in den Haushalt der Erzherzogin Elisabeth berufen wurde, wo er als Lehrer des jungen Erzherzog Eugen fungierte. Am 1. Mai 1877 wurde Leopold Freiherr von Hauer zum Oberleutnant befördert, und 1879 wieder zum Husarenregiment Nr. 11 zurückbeordert. Im Jahr 1883 absolvierte er das Militär-Reitlehrer-Institut und erhielt am 1. Mai 1885 die Beförderung zum Rittmeister 2. Klasse. Den Aufstieg zum Rittmeister 1. Klasse erreichte er am 1. Januar 1889. Als er 1892 an den Hof von Erzherzogin Stephanie, der Witwe des Kronprinzen Rudolf, beordert wurde, belegte er die Position des Dienstkämmerers. Während dieser drei Jahre des Dienstes am Hof wurde er am 1. November 1894 zum Major befördert. 1895 wurde er wieder zu den Truppen abkommandiert, diesmal zum Husarenregiment Nr. 5. Das Kommando über die Kavalleriekadettenschule in Mährisch-Weißkirchen übernahm er am 27. August 1896, in dessen Rahmen er am 1. Mai 1897 zum Oberstleutnant avancierte.

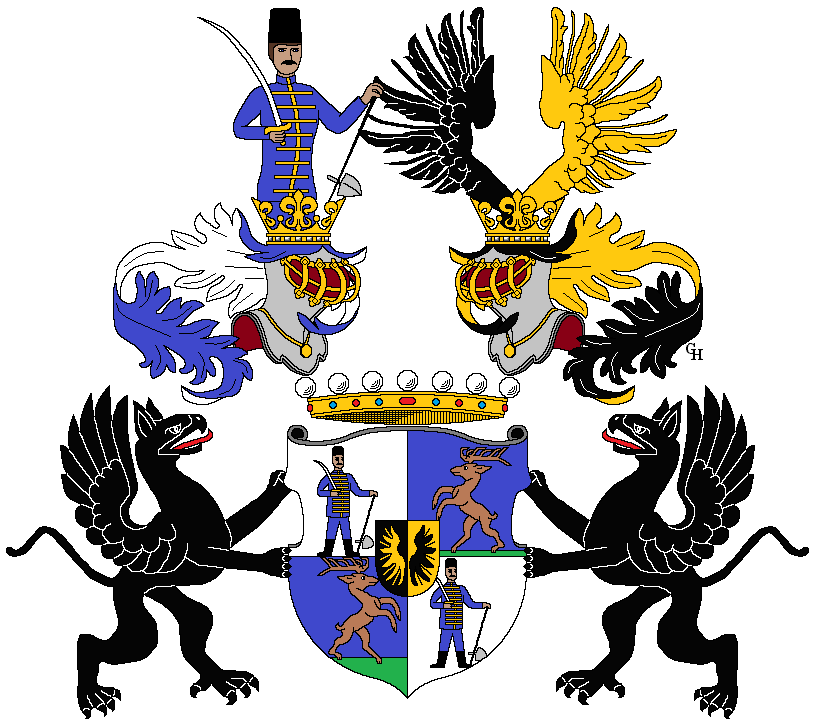
Wappen des Arnold Freiherrn von Conrad-Hauer, verliehen 1914 anlässlich der Namens- und Wappenübertragung von Leopold Freiherrn von Hauer auf ihn.

Im März 1900 übernahm er das Kommando über das Husarenregiment Nr. 16, kurz gefolgt von seiner Beförderung zum Oberst am 1. Mai 1900. Während dieses Jahres heiratete er auch Elisabeth Fiano (geborene Scheichenberger), eine Witwe, die eine Tochter namens Antonia in diese Beziehung mitbrachte. Da diese Ehe kinderlos blieb, adoptierten sie 1914 Arnold Conrad, den Ehemann Antonias. Nach kaiserlicher Genehmigung der Adelsübetragung hieß dieser in der Folge Arnold Freiherr von Conrad-Hauer.
Die Jahre von 1900 bis 1906 verbrachte Leopold Freiherr von Hauer als Kommandant seines Husarenregiments. Im Oktober 1906 bekam er das Kommando über die 13. Kavalleriebrigade, und am 1. November 1906 folgte seine Ernennung zum Generalmajor. Im Juli 1907 wechselte er als Kommandant zur 4. Kavalleriebrigade. Während der Manöver im Jahre 1910 zeichnete er sich durch hervorragende Leistungen aus und erhielt exzellente Beurteilungen von seinem kommandierenden Offizier General Graf von Kirchbach. Der General schlug ihn daraufhin auch für einen höheren Dienstgrad vor. Am 1. November 1910 wurde er schließlich zum Feldmarschallleutnant befördert. Noch im Dezember desselben Jahres erhielt er auch den wichtigen Posten des Honvéd-Kavallerieinspektors, den er bis August 1914 behielt. Im Laufe der nächsten Jahre versuchte er, das Bildungsniveau der ungarischen Kavallerieoffiziere zu erhöhen, wofür er später auch noch Auszeichnungen erhielt.

### Erster Weltkrieg
Als der Erste Weltkrieg ausbrach, übernahm er das Kommando der 9. Kavalleriedivision, welche der 1. Armee (General Viktor Dankl) unterstellt war. Hauers Kavallerie war hauptsächlich für die Aufklärung am rechten Weichselufer zuständig und nahm an der Schlacht von Kraśnik teil. Im September 1914 sicherte er mit seiner Truppen wiederum an den jetzt auf den Dunajec zurückgegangenen linken Flügel der 1. Armee. Anfang Oktober erfolgte das kurze Vorgehen der k.u.k. 1. Armee auf Radom, nachdem der Angriff Dankls auf Iwangorod aber gescheitert war, sicherte Hauers Kavallerie abermals den geordneten Rückzug an die Opatowka. Während dieser Kämpfe an der Weichsel wurden die Truppen Hauers zeitweilig dem deutschen Garde-Reserve-Korps unter dem Kommando von General Max von Gallwitz unterstellt. Am 1. November 1914 wurde er zum General der Kavallerie per Titel ernannt.
Im Anschluss wurde die 9. Kavallerie-Division dem Korps von Tersztyánszky innerhalb der 2. Armee (General Eduard von Böhm-Ermolli) unterstellt, die in dieser Zeit im Anschluss an das schlesische Landwehrkorps Woyrsch an die Pilica geworfen wurde. Ende November 1914 deckte Hauers Kavallerie bei Belchatow  den Südflügel der gegen Lodz operierenden deutschen 9. Armee. Zwischen Oktober 1914 und Mai 1915 wurden seine Verbände zum „Kavalleriekorps Hauer“ erweitert, dabei führte er zeitweise neben der k.u.k. 2. und 9. Kavalleriedivision, auch die deutsche 7. und 8. Kavalleriedivision. Am 1. Februar 1915 wurde Hauer endgültig und offiziell zum General der Kavallerie ernannt. Während der Maioffensive überquerte das Kavalleriekorps Hauer die Weichsel und später, unter der deutschen Armeegruppe Frommel, erreichte er Rosbach nördlich des Bialowieza-Waldes. Im September 1915 wurde das Kavalleriekorps Hauer aufgelöst und seine 9. Kavalleriedivision nach Kowel transferiert, wo dann im Oktober wiederum ein neues Kavalleriekorps unter dem Freiherrn von Hauer erstellt wurde. Unter dem Kommando des deutschen Generals von Linsingen war es seine Aufgabe, den Raum zwischen den Flüssen Styr und Stochod zu schützen. Nachdem sich die Front stabilisiert hatte, verbrachten die Truppen Hauers einen relativ ruhigen Winter und Frühling.
Hauers Truppen wurden nicht vor Juli 1916 in die Brussilow-Offensive verwickelt. Nach den schweren Kämpfen am Stochod, gefolgt von der Niederlage der nun Hauer unterstellten Polnischen Legion, kam es zu anhaltenden schweren Kämpfen in der Nähe von Toboly im August und September 1916. Während des Herbstes gelang es wiederum die Front zu stabilisieren. Nach einem weiteren relativ ruhigen Winter war das Kavalleriekorps Hauer in der Lage, den russischen Brückenkopf bei Toboly durch eine überraschende Attacke Ende März bzw. Anfang April 1917 zu erobern. Für diesen überraschenden Erfolg wurde Freiherr von Hauer auch mit dem Leopoldsorden ausgezeichnet. Am 1. August 1917 wurde er noch zum Generaloberst aufgrund seines Dienstalters ernannt.
Nach der russischen Revolution wurde es an der Ostfront ruhig. Im Oktober 1917 wurde das Kavalleriekorps Hauer wiederum aufgelöst. Einige Truppenkörper wurden nach Tirol verlegt, der Rest wurde auf diverse andere Einheiten aufgeteilt. Generaloberst Hauer wurde in der Folge beurlaubt und wartete in der Zwischenzeit auf ein neues Kommando, jedoch gab es nun keine Verwendung mehr für einen Kavallerieoffizier seines Ranges. Im Juni 1918 zog er sich nach Budapest zurück. Nach dem Zusammenbruch der Monarchie entschied er sich, ungarischer Staatsbürger zu werden. Nachdem seine erste Frau 1911 gestorben war, heiratete er im November 1921 Karoline Kubinyi von Felsö-Kubin. Das Paar lebte bis zu Hauers Tod im Jahr 1933 in Budapest.

## Auszeichnungen
- Preußischer Kronenorden III. Klasse im Jahre 1889
- Militär-Verdienstmedaille in Bronze am 21. Mai 1895 auf Empfehlung des Kaisers
- Österreichisches Militärverdienstkreuz am 2. Dezember 1898 aufgrund seiner Verdienste in der Kavallerieausbildung
- Kommandeurkreuz des schwedischen Wasaordens um das Jahr 1898
- Großkreuz des oldenburgischen Haus- und Verdienstordens um das Jahr 1898
- Persischer Sonnen- und Löwenorden II. Klasse um das Jahr 1898
- Orden der Eisernen Krone, III. Klasse am 16. April 1904
- Kommandeurskreuz I. Klasse des Hausordens Albrechts des Bären um das Jahr 1907
- Ritterkreuz des Leopold-Ordens am 24. September 1912
- Großkreuz des Spanischen Militär-Verdienstordens im Jahr 1910
- Großkreuz des Bulgarischen Militär-Verdienstordens im Jahre 1910
- Chinesischer Orden vom Doppelten Drachen, 2. Grad der II. Klasse im Jahre 1911
- Orden der Eisernen Krone II. Klasse mit Kriegsdekoration (später noch mit Schwertern) am 2. Dezember 1914
- Österreichisches Militärverdienstkreuz II. Klasse mit Kriegsdekoration (später noch mit Schwertern) am 8. Februar 1915
- Preußisches Eisernes Kreuz II. und I. Klasse im Jahr 1915
- Ernennung zum Geheimen Rat am 16. März 1916
- Ehrenzeichen I. Klasse des Ehrenzeichens für Verdienste um das Rote Kreuz mit Kriegsdekoration am 2. August 1916
- Großkreuz des Ordens der Eisernen Krone mit Kriegsdekoration am 13. September 1916
- Großkreuz des bayerischen Militärverdienstordens mit Schwertern im Jahr 1916
- Leopoldsorden I. Klasse mit Kriegsdekoration und Schwertern am 17. April 1917.